# Pachnoda discolor
Pachnoda discolor är en skalbaggsart som beskrevs av Hermann Julius Kolbe 1895. Pachnoda discolor ingår i släktet Pachnoda och familjen Cetoniidae. Utöver nominatformen finns också underarten P. d. kolbei.